# Bertram von Zündorf
Bertram von Zündorf, auch Betzin van Tzuendorff (vor 1532 – nach 1542), war ein Baumeister und Festungsbaumeister in den Herzogtümern Jülich-Kleve-Berg.

## Leben
Zündorf wurde 1533 als Baumeister des Herzogs Johann I. von Jülich-Kleve-Berg erwähnt. Für ihn erbaute er ab diesem Jahr das Düsseldorfer Schloss, dessen Vorgängerbau laut Duisburger Chronik am 23. Dezember 1510 abgebrannt war. Das Schloss, das im Mittelpunkt der vereinigten Territorien seines Landesherrn lag und zusammen mit der Stadtbefestigung nach neuesten Erkenntnissen des Festungsbaus errichtet war, übernahm die Funktion einer bevorzugten herzoglichen Residenz. Somit löste Düsseldorf die Stadt Kleve als wichtigste Residenzstadt am Niederrhein ab. 1538 bis 1542 baute Zündorf nach gleichem Schema die Festung Heinsberg aus. Auch an den Festungen von Brüggen und Jülich ist seine Tätigkeit nachweisbar. Sein Amt des herzoglichen Festungsbaumeisters übernahm 1549 der Italiener Alessandro Pasqualini.